# Edward Woźniak

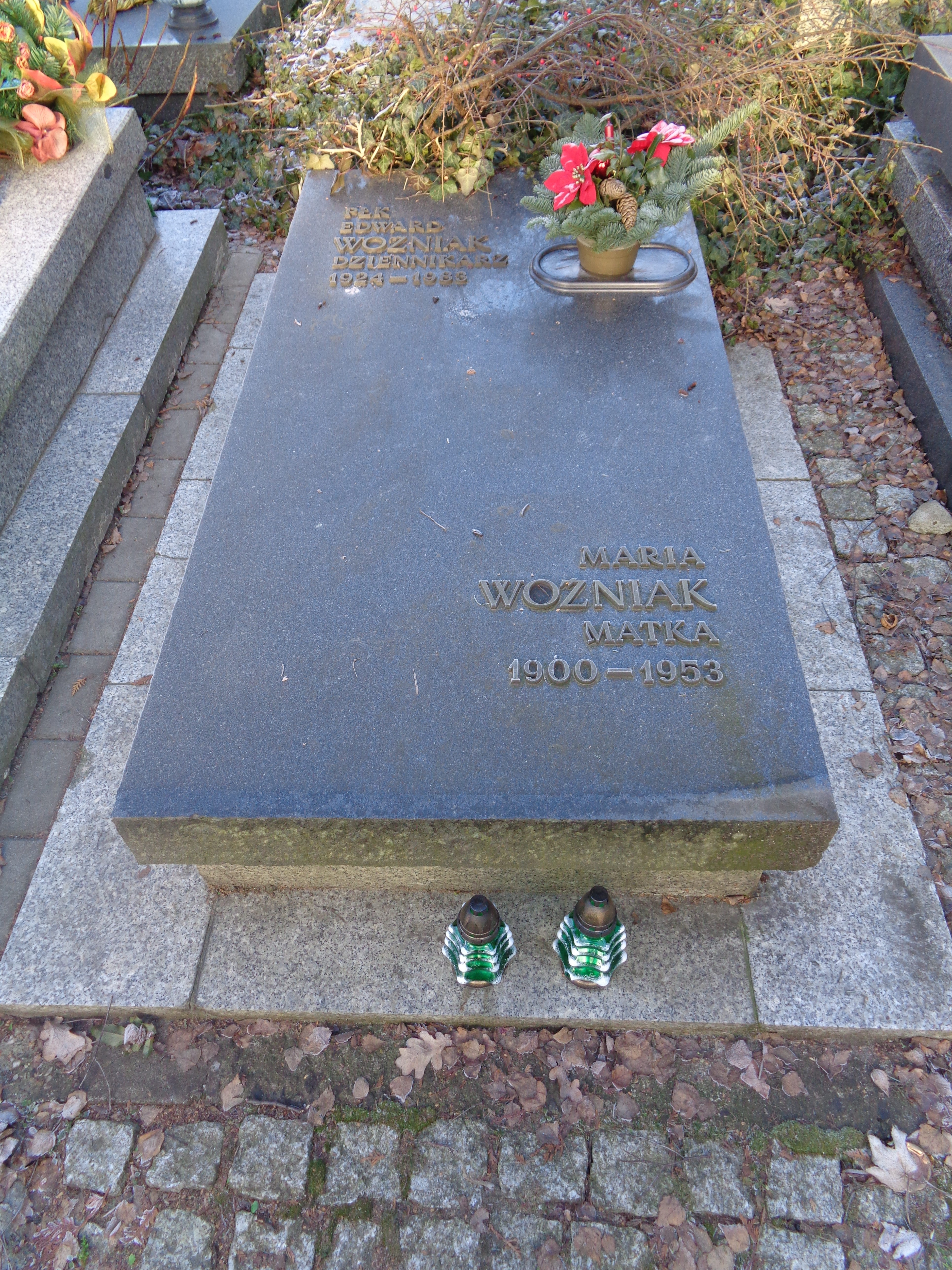
Grób Edwarda Woźniaka na cmentarzu wojskowym na Powązkach

Edward Woźniak (ur. 5 września 1924 w Wolsztynie, zm. 11 grudnia 1983 w Katowicach) – pułkownik ludowego Wojska Polskiego, dziennikarz sportowy w prasie wojskowej, działacz sportowy.

## Życiorys
Uczęszczał do gimnazjum im. Ignacego Paderewskiego w Poznaniu, gdzie uprawiał m.in. siatkówkę, piłkę nożną i koszykówkę; później, podczas wojny, trenował lekką atletykę. Po wojnie startował w warszawskich klubach Szturm Rembertów i CWKS; w 1950 ukończył Wyższą Szkołę Oficerską (później także, zaocznie, Akademię Wychowania Fizycznego). Do „Gazety Żołnierza” zaczął pisać w 1950, a jeszcze w tym samym roku nawiązał współpracę z „Polską Zbrojną”. Od maja 1953 aż do śmierci 30 lat później kierował działem sportowym „Żołnierza Wolności”. Od 1972 do 1983 był prezesem Klubu Dziennikarzy Sportowych, a od 1977 do 1981 i potem od 1982 do śmierci – wiceprezydentem Europejskiego Stowarzyszenia Prasy Sportowej (UEPS, Union Européenne de la Presse Sportive), od 1981 do 1982 pełnił obowiązki prezydenta tej organizacji. Działał także w Międzynarodowym Stowarzyszeniu Prasy Sportowej (AIPS)
W wojsku zatrudniony był w komórce sportowej Głównego Zarządu Szkolenia Bojowego, kierował też sekcją piłki nożnej i sekcją hokeja na lodzie w klubie Legia Warszawa. Działał w PKOl.
20 marca 1982, w czasie obowiązywania w Polsce stanu wojennego, wziął czynny udział w zebraniu założycielskim Stowarzyszenia Dziennikarzy PRL, które zastąpiło – z woli władz PRL – zdelegalizowane Stowarzyszenie Dziennikarzy Polskich.
Odznaczony m.in. Krzyżem Oficerskim i Krzyżem Kawalerskim Orderu Odrodzenia Polski odznaką Zasłużonego Działacza Kultury Fizycznej oraz odznaczeniami wojskowymi, resortu kultury fizycznej i dziennikarskimi.
Zmarł 11 grudnia 1983. Został pochowany na Cmentarzu Wojskowym na Powązkach w Warszawie (kwatera B4-8-3).